# Borov vrganj
Borov vrganj (Boletus pinophilus) gljiva je odlične kvalitete iz porodice vrganjevki, koja je prepoznatljiva po svojemu smeđocrvenkastu klobuku, po dosta pravilnu rastu te tipično crvenkastoj mrežici na stručku. Raste u listopadnim i crnogoričnim šumama.

## Opis
- Klobuk je širok od 5 do 20, pa i do 30 cm, pravilan i mesnat. Isprva je uži od stručka, potom polukružan, no na tjemenu spljošten. Smeđocrvenkaste je boje, u početku gotovo crn. Malo je naboran. Kod mladih gljiva kao da je prekriven bijelim prahom koji se na rubu zadrži. Kožica je klobuka za suha vremena suha i hrapava, za vlažna se sjaji.
- Cjevčice su u početku bijele i kratke, poslije žućkaste. Stare gljive pak imaju duge, maslinastozelene cjevčice sa širokim rupicama. Ne mijenjaju boju na pritisak.
- Stručak je visok 5 - 13 cm, a debeo 5 - 8 cm. U početku okruglast pa trbušast, potom se pri vrhu rastegne. Star je gotovo valjkast. Više je ili manje smeđast i svjetliji od klobuka. Prekriven je crvenkastom mrežicom.
- Meso je bijelo, čvrsto, sočno, ugodna mirisa i okusa. Ne mijenja boju na presjeku.
- Spore su vretenaste, glatke, veličine 14 – 17 x 4,5 – 5,5 μm. Otrusina je maslinastosmeđa.

## Stanište
Borov vrganj raste od proljeća do jeseni u crnogoričnim (ispod borova)  i bjelogoričnim šumama, najčešće ispod bukava. Nije osobito česta.

## Upotrebljivost
Borov je vrganj izvrsne kakvoće. Može se pripremati na razne načine. 

## Sličnosti
Lako se razlikuje po dosta pravilnu rastu, smeđocrvenkastu klobuku, po tipično crvenkastoj mrežici na stručku te po crvenkasto pigmentiranu mesu ispod kožice klobuka. Hajdinski vrganj (Boletus aereus) ima crnosmeđ klobuk, bez primjesa crvene.